# Guido Hoffmann (Spieleautor)
Guido Hoffmann (* 1960 in Bremen) ist ein deutscher Spieleautor und Illustrator.

## Leben
Guido Hoffmann ist der Sohn des renommierten Spieleerfinders Rudi Hoffmann. Er wuchs in Frankfurt am Main auf und lernte in Offenbach am Main Produktdesign. 1983 zog er nach Wien und studierte dort an der Hochschule für Angewandte Kunst Malerei bei Maria Lassnig. Nach Ende seines Studiums 1989 beschäftigte er sich mit Kurzfilmen und Storyboards und stellte in einigen Galerien seine Malerei-Werke aus.
Seit 1996 begann er eigene Spiele zu erfinden und mit selbstentworfenen Grafiken auszustatten. 1999 erschien sein erstes Spiel Siesta im Verlag Goldsieber. Seither konzipierte er mehrere weitere Spiele. Für das Kartenlegespiel Ogallala entwarf er die Grafik. Laut Selbstaussage treibt ihn beim Spielemachen „alles, was es zu einem Gesamtkunstwerk macht“ an. Hoffmann lebt und arbeitet in Österreich.

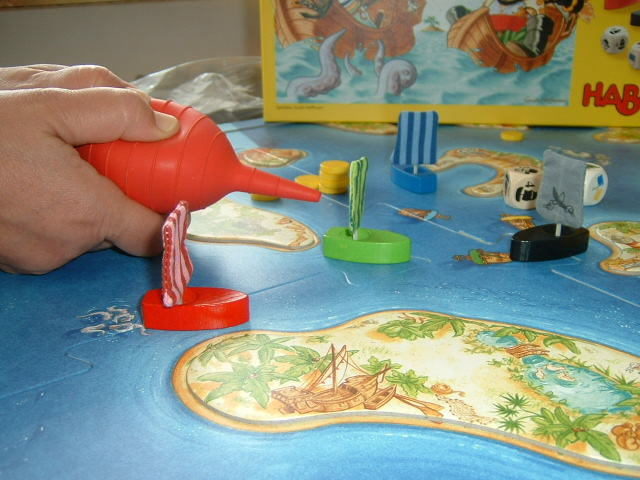
Bewegungsprinzip mittels Blasebalg beim Schwarzen Piraten

## Ludografie
- 1999: Siesta (Goldsieber)
- 2002: Halleluja (Piatnik)
- 2003: Passado (Logo Lernspielverlag)
- 2004: Akaba (HABA)
- 2005: Next?! (25PEACES)
- 2006: Der Schwarze Pirat (HABA)
- 2007: Der schwarze Pirat: Das Duell (HABA)
- 2008: Kofferdetektive (HABA)
- 2011: Gary Gouda (HABA)
- 2014: Geisterei (Drei Magier Spiele)
- 2014: Holterdipolter mit Jens-Peter Schliemann (moses. Verlag)
- 2014: Der unendliche Fluss (Drei Magier Spiele)
- 2015: Das Geheimnis der Zauberer mit Jens-Peter Schliemann (Mattel)
- 2016: Burg Flatterstein (Drei Magier Spiele)
- 2017: Burg Flatterstein Das Reisespiel (Drei Magier Spiele)
- 2018: Tricky Wave mit Jens-Peter Schliemann und Elliot Rudell (Game Factory)
- 2019: Wühlmäuse mit Jens-Peter Schliemann (Drei Hasen in der Abendsonne)
- 2021: Sheep 7 (Goliath)
- 2022: Die Villa der Vampire mit Jens-Peter Schliemann (Drei Magier Spiele)
- 2022: Piazza Rabazza mit Jens-Peter Schliemann (Zoch/Simba)

### Illustrationen (Auswahl)
- 2001: Ogallala (Amigo)
- 2001: König Laurin (Piatnik)
- 2002: Im Schatten des Sonnenkönigs (Amigo)
- 2003: Iglu Iglu (Goldsieber)
- 2003: Das Spiel (Abacus)
- 2003: Ogallala (PC-Spiel) (Amigo)
- 2003: Mimosa
- 2004: Der Untergang von Pompeji (Amigo)
- 2004: Akaba (HABA)
- 2005: Rechenpiraten, Deutscher Lernspielpreis (HABA)
- 2005: Lari Safari (HABA)
- 2005: Montanara (Abacus)
- 2005: 55 (Abacus)
- 2006: Spiel der Türme (Pro Ludo)
- 2006: Der schwarze Pirat (HABA)
- 2006: Piraten-ABC (HABA)
- 2006: Ritter der Zahlenrunde (HABA)
- 2007: Der schwarze Pirat – Das Duell (HABA)
- 2007: Der schwarze Pirat – Das Minispiel (Kinderschokolade)
- 2008: Sioux (Amigo)
- 2008: Kofferdetektive (HABA)
- 2008: Rechen-Piraten mini (HABA)
- 2009: Piraten-ABC mini (HABA)
- 2009: Geometrie-Piraten (HABA)
- 2009: Rechen-Piraten – Das Kartenspiel (HABA)
- 2009: Geometrie-Piraten mini (HABA)
- 2010: Ein toller Tag bei den Piraten Buch (HABA)
- 2011: Rechen-Piraten Buch (HABA)
- 2011: Piraten-ABC Buch (HABA)
- 2012: Sioux – Das Vermächtnis der Ogallala (Mac-Spiel) (Amigo)
- 2013: Downfall of Pompeji (Mayfair Games)
- 2013: Bohniläum (Amigo)
- 2013: Sherlock Kids (HABA)

## Preise und Auszeichnungen
- Play Creators Awards – nominated for Game Designer of the Year [Kids/Family Games] für Piazza Rabazza: 2023
- Kinderspiel des Jahres – Empfehlungsliste für Die Villa der Vampire: 2022
- Österreichischer Spielepreis – Spiele Hit simply the best für Kinder für Burg Flatterstein: 2016
- Kinderspiel des Jahres – Empfehlungsliste für Burg Flatterstein: 2016
- Deutscher Lernspielpreis für Der unendliche Fluss: 2015
- Spiel der Spiele – Spiele Hit für Kinder für Geisterei: 2014
- Kinderspiel des Jahres – Empfehlungsliste für Kofferdetektive: 2009
- Boardgames Australia Awards Best Children’s Game Nominee: 2008
- Golden Geek Best Children’s Board Game Nominee: 2007
- Japan Boardgame Prize Best Childgame Nominee: 2007
- Kinderspiel des Jahres für Der Schwarze Pirat: 2006
- Spiel gut für Der Schwarze Pirat: 2006
- Deutscher Kinderspiele Preis für Akaba: 2005
- Toy Innovation Award für Akaba: 2005
- Das Goldene Schaukelpferd für Akaba: 2005
- Spiel gut für Akaba: 2005
- Nominiert zum As d’Or-Jeu de L’Année, Cannes 2006 für Akaba: 2005